# Pseudoneureclipsis mlangensis
Pseudoneureclipsis mlangensis is een schietmot uit de familie Dipseudopsidae. De soort komt voor in het Afrotropisch gebied.